# 阿道夫·菲克
阿道夫·歐根·菲克（德語：Adolf Eugen Fick，1829年9月3日—1901年8月21日)，是一位出生於德國的醫生和生理學家。馬爾堡大學的解剖學教授弗朗茲·路德維克·菲克的兄弟和學生。1840年出版了一本書叫《Compendium de Physiologie Humaine》，於1855年提出一項擴散作用，命名為菲克定律。该定律以他的名字為名。

## 生平
1829年9月3日，菲克出生於德國卡塞尔，上大學時，他就讀於馬爾堡大學醫學博士學位，畢業候他開始了檢察官的工作。
1901年8月21日，菲克病逝於布蘭肯貝爾赫，享年71歲。

## 定律的發展與實驗
菲克最早於1855年發表這個定律，並以自己名字命名。這定律支配所有通過擴散所進行的質量運輸。菲克的研究受到之前托馬斯·格雷姆的實驗所啟發，但這些實驗就差在沒有提出任何基礎定律，而菲克就因提供了這樣的定律而聞名。菲克定律與同時代的其他著名科學家所發現的定律有近似的地方：達西定律（水流）、歐姆定律（電荷運輸）、及傅立葉定律（熱運輸）。
菲克的實驗（模仿格雷姆的實驗）主要由兩個鹽槽組成，兩個槽由多條含水的管道連接，實驗量度水管中的鹽濃度及通量。有一點值得注意的是，菲克主要研究的是液體的擴散，而不是固體，因為當時普遍認為固體擴散並不可行。時至今日，在研究固體、液體及氣體擴散（假設後兩者不會有大團的流體運動）時，菲克定律還是我們理解的核心。當擴散不遵從菲克定律時（確實有這種情況），我們把這種過程稱為“非菲克擴散”，把它們稱作例外的這點，“證實”了菲克於1855年提出的定律的重要性。